# Reulle-Vergy
Reulle-Vergy és un municipi francès, situat al departament de la Costa d'Or i a la regió de Borgonya - Franc Comtat. L'any 2007 tenia 91 habitants.

## Demografia

### Població
El 2007 la població de fet de Reulle-Vergy era de 91 persones. Hi havia 41 famílies, de les quals 15 eren unipersonals (11 homes vivint sols i 4 dones vivint soles), 15 parelles sense fills i 11 parelles amb fills.
La població ha evolucionat segons el següent gràfic:
Habitants censats

### Habitatges
El 2007 hi havia 58 habitatges, 41 eren l'habitatge principal de la família, 16 eren segones residències i 1 estava desocupat. 57 eren cases i 1 era un apartament. Dels 41 habitatges principals, 34 estaven ocupats pels seus propietaris, 4 estaven llogats i ocupats pels llogaters i 3 estaven cedits a títol gratuït; 2 tenien dues cambres, 7 en tenien tres, 13 en tenien quatre i 19 en tenien cinc o més. 34 habitatges disposaven pel capbaix d'una plaça de pàrquing. A 16 habitatges hi havia un automòbil i a 21 n'hi havia dos o més.

### Piràmide de població
La piràmide de població per edats i sexe el 2009 era:
| Homes | Edats   | Dones |
| ----- | ------- | ----- |
| 0     | 95 o +  | 0     |
| 0     | 90 a 94 | 0     |
| 0     | 85 a 89 | 0     |
| 4     | 80 a 84 | 4     |
| 0     | 75 a 79 | 0     |
| 4     | 70 a 74 | 0     |
| 0     | 65 a 69 | 0     |
| 4     | 60 a 64 | 0     |
| 4     | 55 a 59 | 4     |
| 4     | 50 a 54 | 8     |
| 12    | 45 a 49 | 0     |
| 0     | 40 a 44 | 12    |
| 0     | 35 a 39 | 0     |
| 4     | 30 a 34 | 4     |
| 4     | 25 a 29 | 4     |
| 0     | 20 a 24 | 0     |
| 0     | 15 a 19 | 16    |
| 4     | 10 a 14 | 4     |
| 8     | 5 a 9   | 0     |
| 0     | 0 a 4   | 8     |

## Economia
El 2007 la població en edat de treballar era de 59 persones, 45 eren actives i 14 eren inactives. De les 45 persones actives 43 estaven ocupades (22 homes i 21 dones) i 2 estaven aturades (2 dones i 2 dones). De les 14 persones inactives 5 estaven jubilades, 5 estaven estudiant i 4 estaven classificades com a «altres inactius».
Activitats econòmiques
Dels 4 establiments que hi havia el 2007, 1 era d'una empresa de comerç i reparació d'automòbils, 1 d'una entitat de l'administració pública i 2 d'empreses classificades com a «altres activitats de serveis».
L'any 2000 a Reulle-Vergy hi havia 6 explotacions agrícoles que ocupaven un total de 147 hectàrees.

## Poblacions més properes
El següent diagrama mostra les poblacions més properes.